# Vianney Mulliez
Vianney Mulliez, né le 5 mars 1963 à Roubaix, est un homme d'affaires français. Il est président du Groupe Auchan Holding de 2006 à 2017.

## Biographie
Fils de Damien Mulliez, un cousin germain de Gérard Mulliez, Vianney Mulliez est diplômé d'HEC Paris en 1984.
Il travaille pendant huit ans chez PricewaterhouseCoopers, avant de fonder le cabinet d'audit MBV & Associés en 1992. Il prend la direction financière d'Auchan France en 1998, avant de diriger, quatre ans plus tard, le développement international du groupe ainsi qu'Immochan, la branche immobilière d'Auchan, à partir de 2004. Le 10 mai 2006, le conseil d'administration de l'Association familiale Mulliez (AFM) le nomme à la présidence du conseil de surveillance du groupe Auchan (devenu Auchan Holding), en remplacement de Gérard Mulliez qui prend sa retraite, le préférant à Arnaud Mulliez, son fils unique. Il prend ses fonctions le 6 juin suivant. Avec la réorganisation du groupe en mai 2010, il devient président du conseil d'administration du groupe.
Le 6 février 2017, il quitte ses fonctions au sein de la présidence du conseil de surveillance d'Auchan Holding et du conseil d'administration d'Auchan Retail, mais reste président du conseil d’administration de Ceetrus (ex-Immochan), la branche immobilière du groupe.
Il promeut le projet de centre commercial EuropaCity, très contesté mais dont il affirme que sans elle « la ligne 17 [du métro] ne sera pas rentable ».

## Fortune
Avec sa famille groupée dans l'Association familiale Mulliez, qui regroupe 550 membres en 2011, il partage l'une des plus grandes fortunes professionnelles de France, avec une fortune estimée en 2014 à plus de 37 milliards d'euros au travers de la holding familiale et en 2020 à 26 milliards d'euros par Challenges.